# Giải Sao Thổ cho loạt phim truyền hình mạng hay nhất
Giải Sao Thổ cho loạt phim truyền hình mạng hay nhất là một trong các giải Sao Thổ dành cho loạt phim nhiều tập chiếu trên TV mạng, được bầu chọn là hay nhất. Giải này được lập từ năm 1989.

## Các phim đoạt giải & được đề cử
- 1989: Star Trek: The Next Generation
  - Beauty and the Beast
  - Freddy's Nightmares
  - Friday the 13th: The Series
  - Out of This World
  - Superboy
  - War of the Worlds
- 1990: Star Trek: The Next Generation
- 1991: Dark Shadows
  - Quantum Leap
  - Star Trek: The Next Generation
  - Tales from the Crypt
  - Cast a Deadly Spell
  - Psycho IV: The Beginning
- 1992: The Simpsons
  - The Batman
  - Quantum Leap
  - The Ren and Stimpy Show
  - Star Trek: The Next Generation
  - Tales from the Crypt
  - Intruders
- 1993: Lois & Clark: The New Adventures of Superman
  - The Adventures of Brisco County, Jr.
  - The Simpsons
  - Star Trek: Deep Space Nine
  - Star Trek: The Next Generation
  - Wild Palms
  - The X-Files
- 1994: The X-Files
  - Earth 2
  - M.A.N.T.I.S.
  - SeaQuest DSV
  - The Simpsons
  - Star Trek: The Next Generation
  - Tales from the Crypt
- 1995: The Outer Limits
  - American Gothic
  - The Simpsons
  - Sliders
  - Space: Above and Beyond
  - Star Trek: Deep Space Nine
- 1996: The X-Files
  - Dark Skies
  - Early Edition
  - Millennium
  - The Simpsons
  - Sliders
- 1997: Buffy the Vampire Slayer
  - Profiler
  - The Simpsons
  - Star Trek: Voyager
  - The Visitor
  - The X-Files
- 1998: The X-Files
  - Buffy the Vampire Slayer
  - Charmed
  - Seven Days
  - The Simpsons
  - Star Trek: Voyager
- 1999: Now and Again
  - Angel
  - Buffy the Vampire Slayer
  - Roswell
  - Seven Days
  - The X-Files
- 2000: Buffy the Vampire Slayer
  - Angel
  - Dark Angel
  - Roswell
  - Star Trek: Voyager
  - The X-Files
- 2001: Buffy the Vampire Slayer
  - Angel
  - Dark Angel
  - Star Trek: Enterprise
  - Smallville
  - The X-Files
- 2002: Alias
  - Angel
  - Buffy the Vampire Slayer
  - Star Trek: Enterprise
  - Smallville
  - The Twilight Zone
- 2003: Angel / CSI: Crime Scene Investigation
  - Alias
  - Buffy the Vampire Slayer
  - Star Trek: Enterprise
  - Smallville
- 2004: Lost
  - Alias
  - Angel
  - CSI: Crime Scene Investigation
  - Star Trek: Enterprise
  - Smallville
- 2005: Lost
  - Invasion
  - Prison Break
  - Smallville
  - Supernatural
  - Surface
  - Veronica Mars
- 2006: Heroes
  - 24
  - Jericho
  - Lost
  - Smallville
  - Veronica Mars
- 2007: Lost
  - Heroes
  - Journeyman
  - Pushing Daisies
  - Supernatural
  - Terminator: The Sarah Connor Chronicles